# Thymus nakhodkensis
Thymus nakhodkensis — вид рослин родини глухокропивові (Lamiaceae), ендемік Примор'я (Росія).

## Поширення
Ендемік Примор'я (Росія).
Вузьколокальний ендемічний вид, що росте на вапняках Ляодунської свити (околиці м. Находка).